# Tanak Tepong
Tanak Tepong is een plaats in Indonesië, gelegen op het eiland Lombok. Lombok maakt deel uit van de provincie West-Nusa Tenggara.